# Windows 8.1
Windows 8.1 (pierwotnie oznaczony nazwą kodową „Blue”) – uaktualnienie systemu Windows 8 wydane przez firmę Microsoft, dostępne jako darmowa dla użytkowników posiadających Windows 8, aktualizacja dostępna w Sklepie Windows (ang. Windows Store). Dostępny również jako oddzielny system operacyjny, możliwy do kupienia i samodzielnej instalacji. 10 stycznia 2023 roku Microsoft oficjalnie zakończył wsparcie dla Windowsa 8.1.

## Zmiany
Wiele zmian wprowadzonych w wersji 8.1, szczególnie tych związanych z interfejsem użytkownika były odpowiedzią na falę krytyki związaną z premierą Windows 8.

### Interfejs użytkownika
Ekran startowy w wersji 8.1 otrzymał wiele rozszerzeń funkcjonalności. Między innymi użytkownik klikając w strzałkę w dolnej części ekranu ma możliwość przejścia do wszystkich zainstalowanych aplikacji podzielonych alfabetycznie. Nowa wersja systemu umożliwia większą personalizację ekranu startowego poprzez np. różne rozmiary kafelków, większą kolorystykę, jak również możliwość użycia tapety jako tła ekranu startowego. Dodatkowo, ekran blokowania daje możliwość użycia pokazu zdjęć. Wyszukiwarka aplikacji zainstalowanych na komputerze również uległa zmianom. Do tej pory wyniki wyszukiwania były wyświetlane na całej powierzchni ekranu, teraz powierzchnia ta została ograniczona, pozostawiając część ekranu startowego widoczną przez cały czas.
W celu ułatwienia korzystania z systemu, w pasku zadań pojawił się widoczny przycisk startu i menu kontekstowe (dostępne pod prawym przyciskiem myszki na ikonie startu). W ekranie startowym pojawiła się również ikona umożliwiająca szybkie wyłączenie, ponowne uruchomienie lub uśpienie komputera.

### Aplikacje
Funkcjonalność w ustawieniach komputera została rozszerzona o funkcje, które były do tej pory jedynie dostępne z panelu sterowania. Sklep Windows został zmieniony poprzez ulepszony interfejs użytkownika do wyszukiwania aplikacji i automatycznych aktualizacji. Interfejs klienta pocztowego również uległ zmianom, a kamera poprzez Photosynth daje możliwość tworzenia panoram. Jednak integracja zdjęć z Facebookiem została całkowicie usunięta.

### Funkcjonalność
Windows 8.1 wprowadził jeszcze większą integrację z kilkoma serwisami Microsoftu. Przykładowo OneDrive jest zintegrowany z systemem do synchronizowania ustawień jak i plików. Pliki są automatycznie pobierane w tle w momencie gdy użytkownik próbuje uzyskać do nich dostęp. Wyjątkiem są pliki oznaczone jako dostępne tylko w trybie offline. OneDrive zastosowany w Windows 8.1 wymaga, aby konto użytkownika systemu było połączone z kontem Microsoft.

## Aplikacje Line of Business
Aplikacje, których docelowym klientem jest przeciętny użytkownik systemu operacyjnego są dostępne poprzez sklep Windows, podczas gdy aplikacje LOB są tworzone z myślą o użytkownikach, którzy biorą udział w operacjach biznesowych dla konkretnego przedsiębiorstwa. Ponadto aplikacje LOB zazwyczaj korzystają z baz danych (np. poprzez zapytania SQL) jak również są tworzone dla specjalnych procesów biznesowych i muszą przestrzegać polityki bezpieczeństwa. Aplikacje te muszą mieć ścisłą kontrolę nad aktualizacjami.
System operacyjny Windows 8.1 został stworzony tak, aby mógł on działać na różnego rodzaju urządzeniach, zaczynając od tabletów na komputerach osobistych skończywszy. Urządzenia te różnią się między innymi sposobem obsługi – mysz, klawiatura czy dotyk. Aplikacje tworzone na tę platformę muszą zatem być przystosowane do wszelkiego rodzaju użytkowników. Ponadto w aplikacjach Windows kładziony jest ogromny nacisk na zawartość. Na pierwszym planie znajdują się jedynie istotne elementy, a układ musi być zaprojektowany schludnie z dużą ilością przestrzeni.
W aplikacji LOB ważne jest odpowiednie rozplanowanie interfejsu użytkownika, tak aby stosować się do założeń Modern UI. W przypadku operowania na dużej ilości informacji przydatnym narzędziem jest tzw. Semantic zoom. Umożliwia on pomniejszenie widoku za pomocą dotyku, myszki lub klawiatury. W takim trybie widoku użytkownik widzi streszczony widok, który ułatwia nawigację. Przykładowo, pomniejszenie widoku listy kontaktów ukaże listę liter z ilością kontaktów pod każdą literą, podczas gdy naciśnięcie dowolnej litery spowoduje przekierowanie do listy kontaktów zaczynając się na literę A.
Windows 8.1 działa na szerokiej gamie urządzeń, z różną rozdzielczością ekranu. Aplikacje tworzone pod ten system muszą zatem wspierać wszystkie rozdzielczości. Zalecane jest aby zamiast definiować wiele stron dla różnych rozdzielczości ekranu, zdefiniować kilka układów dla tej samej strony. Każdy taki układ powinien mieć wyspecjalizowane jak konkretny element jest wyświetlany w konkretnym widoku, jak również jak jest wyświetlany w zależności od ilości zajmowanego ekranu przez aplikację.
Możliwość przeszukiwania zawartości systemu czy stron internetowych jest jedną z podstawowych funkcjonalności. Użytkownicy w łatwy sposób mogą odnaleźć aplikacje czy pliki. Dlatego też aplikacje LOB powinny wykorzystać ten fakt i implementować możliwość przeszukiwania w obrębie aplikacji. Zabieg ten wpływa pozytywnie na produktywność jak również oszczędza czas użytkownika aplikacji.
Podobnie jak z paskiem wyszukiwania w aplikacjach LOB bardzo użyteczna jest sekcja ustawień aplikacji, umożliwiająca personalizację aplikacji pod kątem konkretnego użytkownika. W przypadku aplikacji LOB w ustawieniach powinna znaleźć się możliwość między innymi zarządzania kontem (jak tożsamość czy uprawnienia), zmian ustawienia kont dla wielu użytkowników jednocześnie, wylogowania się jak również dostęp do informacji szczegółowych na temat danego konta.

## Program aktualizacji starszych wersji Windows
29 lipca 2015 roku Microsoft uruchomił proces aktualizacji do Windowsa 10 za pomocą programu Uzyskaj system Windows 10, dostępny bezpłatnie przez okres jednego roku od dnia premiery.
| Edycja Windows 8.1 kwalifikująca się do aktualizacji | Docelowa edycja Windows 10 | Termin rozpoczęcia programu | Termin zakończenia programu |
| ---------------------------------------------------- | -------------------------- | --------------------------- | --------------------------- |
| Windows 8.1                                          | Windows 10 Home            | 29 lipca 2015               | 29 lipca 2016               |
| Windows 8.1 Pro                                      | Windows 10 Pro             | 29 lipca 2015               | 29 lipca 2016               |
| Windows 8.1 Enterprise                               | Windows 10 Enterprise      | 29 lipca 2015               | 29 lipca 2016               |